# 本田昌毅
本田 昌毅（ほんだ まさき、1970年5月30日 - ）は、性器専門（包茎治療、女性器整形）の形成外科医であり、同時に精神保健指定医の資格を持つ精神科医でもある。
2007年から2008年にかけて、大相撲の横綱であった朝青龍を主治医として診療したこと、及び王貞治の次女・王理恵との婚約騒動に関連して日本国内での耳目を集めた。
新型コロナウイルス感染症_(2019年)の流行時、自由診療でエクソソームによるコロナ・ワクチン後遺症の治療を、1回10万円で行う専門クリニックを立ち上げた。アメリカ食品医薬品局（FDA）は、新型コロナおよびその他の健康状態に対するエクソソームによる治療について、根拠のない説明で患者をだまし、患者に深刻な有害事象が起きているとして警告を発している。

## 人物
1997年、昭和大学医学部を卒業し、同年より東北大学医学部精神科にて約1年間研修。1999年からは「神奈川美容外科」に勤務。2001年からは山形県の尾花沢病院でも精神科医長として診療した。包茎手術専門医院である山の手形成外科クリニック、東京ノーストクリニック等での院長職を経て、2005年2月、包茎治療専門医院（那覇市）、同5月には精神科本田六本木メンタルクリニック（東京都港区)を開院した。その後、包茎治療専門医院を全国に展開し、包茎治療の第一人者となり、テレビや雑誌などにも多数出演した。その際、女性から、「何で男性器ばかりで女性器をやってくれないのか」という多数の問い合わせがあり、当時、女性器専門のクリニックが日本に一つも無いことを知り、女性器専門の世界1のドクターマドロックのもと、アメリカビバリーヒルズで修行し、日本で最初の女性器専門クリニックを立ち上げた。
現在、日本唯一の男性女性の性器専門クリニックである本田ヒルズタワークリニックを札幌、青森、東京、名古屋、京都、金沢、神戸、岡山、小倉、那覇の10ヶ所に展開している。
また2006年より12面体360度スピーカーを製造販売する「Dr.Three」（ドクタースリー）の会長も務める。
2022年7月、自由診療で幹細胞培養液エクソソームによるコロナ・ワクチン後遺症の治療を、1回10万円で行う専門クリニックを立ち上げた。クリニックでは、エクソソームを静脈注射、筋肉注射、点滴、ネブライザーによる吸引、頭皮への直接注射で投与する。2023年2月までに、1000人を治療し、さらに多くの人を治療できるように態勢を拡充するという。本田は、エクソソームは血液脳関門を貫通して視床下部の炎症を止めるため、後遺症の唯一の特効薬であるとし、「世界ではこのエクソソームでの後遺症の治療がバンバンされている」と主張するが、アメリカ食品医薬品局（FDA）は、新型コロナおよびその他の健康状態に対するエクソソームによる治療について、根拠のない説明で患者をだまし、患者に深刻な有害事象が起きているとして警告を発している。

## 私生活
2007年3月、友人で歌手の郷ひろみらと訪れた東京都内の飲食店でタレントの王理恵と知り合い、交際を始めた。同年12月、2008年元旦に結婚し、同年1月に披露宴を行う旨が報道され、王は再々婚、本田は再婚となる予定であった。同10日から14日までの間婚前旅行として王の父である王貞治に同行して、ともにハワイに滞在したものの、同25日、王が東京のフジテレビで記者会見し、結婚を無期限の延期としたことを発表した。

## 著作
- 「 “うつ” の夜明け - 精神科医からあなたへ 」（文芸社、2006年）
- 「朝青龍から笑顔が消えた本当の理由」（双葉社、2008年） - 2008年1月に出版会見
- 「女性器革命」(幻冬舎、2013年)

## 出演
- 「ケンコバのバコバコテレビ」夜のバコバ広辞苑（サンテレビ）[2]